# Đại Lý, Vân Nam
Châu tự trị dân tộc Bạch Đại Lý (大理白族自治州), Hán Việt: Đại Lý Bạch tộc Tự trị châu, là một châu tự trị tỉnh Vân Nam, Cộng hòa Nhân dân Trung Hoa. Đại Lý có diện tích 29.460 km² và thủ phủ là Đại Lý. Theo điều tra dân số năm 2000, dân số của châu này là 3.296.552 người với mật độ 119,9 người trên một km².

## Các nhóm dân tộc tại Đại Lý năm 2000
| Dân tộc | Dân số    | Phần trăm |
| ------- | --------- | --------- |
| Hán     | 1.659.730 | 50,35%    |
| Bạch    | 1.081.167 | 32,8%     |
| Di      | 426.634   | 12,94%    |
| Hồi     | 66.085    | 2,0%      |
| Lật Túc | 31.972    | 0,97%     |
| Miêu    | 10.967    | 0,33%     |
| Nạp Tây | 4.302     | 0,13%     |
| A Xương | 3.330     | 0,1%      |
| Khác    | 12.365    | 0,38%     |

## Các đơn vị hành chính
Châu tự trị dân tộc Bạch Đại Lý chia thành 12 đơn vị hành chính cấp huyện, trong đó 1 huyện cấp thị, 8 huyện và 3 huyện tự trị:
- Thành phố cấp huyện Đại Lý (大理市)
- Các huyện:
  - Tường Vân (祥云县)
  - Tân Xuyên (宾川县)
  - Di Độ (弥渡县)
  - Vĩnh Bình (永平县)
  - Vân Long (云龙县)
  - Nhĩ Nguyên (洱源县)
  - Kiếm Xuyên (剑川县)
  - Hạc Khánh 鹤庆县
  - Huyện tự trị người Di Dạng Tị (漾濞彝族自治县)
  - Huyện tự trị người Di Nam Giản (南涧彝族自治县)
  - Huyện tự trị người Di người Hồi Nguy Sơn (巍山彝族回族自治县)

| Bản đồ | Bản đồ       | Bản đồ       | Bản đồ          | Bản đồ        | Bản đồ          | Bản đồ        |
| --- | ------------ | ------------ | --------------- | ------------- | --------------- | ------------- |
| Hồ Nhĩ Hải Đại Lý · (hct) Dạng Tỵ Tường Vân Tân Xuyên Di Độ Nam Giản Nguy Sơn Vĩnh Bình Vân Long Nhĩ Nguyên Kiếm Xuyên Hạc Khánh |              |              |                 |               |                 |               |
| # | Tên          | Hán giản thể | Hán ngữ bính âm | Dân số (2010) | Diện tích (km²) | Mật độ (/km²) |
| 1 | Đại Lý (hct) | 大理         | Dàlǐ            | 652.000       | 1.468           | 444           |
| 2 | Tường Vân    | 祥云         | Xiángyún        | 456.000       | 2.498           | 183           |
| 3 | Tân Xuyên    | 宾川         | Bīnchuān        | 349.000       | 2.627           | 133           |
| 4 | Di Độ        | 弥渡         | Mídù            | 313.000       | 1.571           | 199           |
| 5 | Vĩnh Bình    | 永平         | Yǒngpíng        | 175.000       | 2.884           | 61            |
| 6 | Vân Long     | 云龙         | Yúnlóng         | 200.000       | 4.712           | 42            |
| 7 | Nhĩ Nguyên   | 洱源         | Ěryuán          | 268.000       | 2.961           | 91            |
| 8 | Kiếm Xuyên   | 剑川         | Jiànchuān       | 170.000       | 2.318           | 73            |
| 9 | Hạc Khánh    | 鹤庆         | Hèqìng          | 255.000       | 2.395           | 106           |
| 10 | Dạng Tỵ      | 漾濞         | Yàngbì          | 102.000       | 1.957           | 52            |
| 11 | Nam Giản     | 南涧         | Nánjiàn         | 212.000       | 1.802           | 118           |
| 12 | Nguy Sơn     | 巍山         | Wēishān         | 304.000       | 2.266           | 134           |